# Орион-ЕЕ
«Орио́н-ЕЕ» — малоформатный шкальный фотоаппарат с автоматическим управлением экспозицией, выпускавшийся БелОМО с 1978 до 1983 года. Всего выпущено около 700 тысяч экземпляров. Аббревиатура «ЕЕ» является международным обозначением (англ. Electric Eye) автоматической диафрагмы, соответствующее современному режиму приоритета выдержки.
Четвёртая модель семейства «Вилия», состоявшего из камер «Вилия», «Вилия-авто»,  «Силуэт-электро» и «Орион-ЕЕ». Все фотоаппараты имели одинаковый корпус и объектив, и отличались только способом управления экспозицией. Прототип «Ориона» носил название «Вилия-ЕЕ».

## Технические характеристики
- Тип — шкальный малоформатный фотоаппарат.
- Тип применяемого фотоматериала — плёнка типа 135 в стандартных кассетах.
- Размер кадра — 24×36 мм.
- Корпус — пластмассовый, с откидной задней пластмассовой крышкой. На крышке находится шкала-памятка светочувствительности заряженной фотоплёнки.
- Курковый взвод затвора и перемотка плёнки. Обратная перемотка рулеточного типа.
- Приёмная катушка несъёмная.
- Счётчик кадров самосбрасывающийся при открывании задней крышки.
- Объектив — Триплет «Т-69-3» 4/40, несъёмный[5]. Резьба для крепления светофильтров — М46×0,75 мм. Диафрагма четырёхлепестковая залинзовая (за центральным затвором).
- Наводка на резкость по шкале символов и расстояний.
- Видоискатель оптический телескопический с увеличением 0,6×, с подсвеченными кадроограничительными рамками (внутренняя — для коррекции параллакса при съёмке с расстояния менее 3 метров).
- Фотографический затвор — центральный залинзовый, двухлепестковый, механический; значения выдержек от 1/30 до 1/250 сек. и «В».
- Фотоаппарат «Орион-ЕЕ» — автомат с приоритетом выдержки[6]. Экспонометрическое устройство с сернисто-кадмиевым (CdS) фоторезистором. Источник питания автоматической экспонометрии — один дисковый никель-кадмиевый аккумулятор Д-0,06[* 1] или один ртутно-цинковый элемент РЦ-53[* 2] (современный аналог РХ-625[* 3]). В поле зрения видоискателя — стрелочная индикация отрабатываемой диафрагмы (также стрелочный индикатор используется для контроля источника питания). При применении светофильтров автоматически вносится поправка на их плотность. Установка светочувствительности фотоплёнки от 16 до 250 ед. ГОСТ, экспокоррекция возможна только изменением значения светочувствительности.
- Выдержка от 1/30 до 1/250 сек. устанавливается вручную, диафрагма от f/4 до f/16 устанавливается автоматически. При отключенной автоматике возможен ручной выбор выдержки и диафрагмы. На выдержке «В» также возможна ручная установка диафрагмы.
- Синхроконтакт и центральный синхроконтакт «X», обойма для крепления фотовспышки. Выдержка синхронизации — любая при отключенной автоматике.
- Резьба штативного гнезда 1/4 дюйма.
- Резьба под спусковой тросик отсутствует.
- Стоимость фотоаппарата «Орион-ЕЕ» составляла 47 или 49 рублей, в зависимости от футляра (жёсткий или мягкий).